# Nando Cicero
Nando Cicero, aussi appelé Nando, est un réalisateur et acteur italien né le 22 janvier 1931 à Asmara (Afrique orientale italienne) et décédé le 30 juillet 1995 à Rome.

## Filmographie
- 1965 : Lo scippo
- 1967 : Professionnels pour un massacre (Professionisti per un massacro)
- 1967 : Quand les vautours attaquent (Il tempo degli avvoltoi)
- 1968 : Il marchio di Kriminal
- 1969 : Deux fois traître (Due volte Giuda)
- 1970 : Ma chi t'ha dato la patente? (it)
- 1971 : Deux Corniauds au régiment (Armiamoci e partite!)
- 1973 : Dernier Tango à Zagarol (Ultimo tango a Zagarol)
- 1973 : Le Roi du kung-fu (Ku Fu? Dalla Sicilia con furore)
- 1973 : Bella, ricca, lieve difetto fisico, cerca anima gemella (it)
- 1975 : La prof donne des leçons particulières (L'insegnante)
- 1975 : Il gatto mammone (it)
- 1976 : La Toubib du régiment (La dottoressa del distretto militare)
- 1977 : La Toubib aux grandes manœuvres (it) (La soldatessa alla visita militare)
- 1978 : La toubib prend du galon (it) (La soldatessa alle grandi manovre)
- 1979 : La lycéenne est dans les vaps (La liceale, il diavolo e l'acquasanta)
- 1981 : L'assistente sociale tutta pepe e tutta sale
- 1982 : W la foca (it)
- 1983 : Lady Football (it) (Paulo Roberto Cotechiño centravanti di sfondamento)
- 1992 : Europa Connection (série télé)